# Savva (Michejev)
Savva (světským jménem: Alexandr Jevgeněvič Michejev; * 10. května 1980, Perm) je ruský duchovní Ruské pravoslavné církve, arcibiskup a metropolita vologdský a kirillovský.

## Život
Narodil se 10. května 1980 v Permu. V dětství odešel s rodiči do města Kasimov.
Po střední škole nastoupil na Moskevský duchovní seminář. Dne 18. prosince 2000 byl rukopoložen na čtece.
Po dokončení semináře se stal přednášejícím liturgiky a homiletiky na Rjazaňském duchovním učilišti, současně byl jmenován sekretářem-referentem metropolity rjazaňského a kasimovského Simona (Novikova).
Dne 27. listopadu 2001 jej metropolita Simon postřihnul na monacha se jménem Savva na počest svatého Sávy Posvěceného. Dne 2. prosince byl rukopoložen na jerodiákona a o dva dny později na jeromonacha. Stal se starším asistentem prorektora pro výchovu.
Dne 21. května 2002 mu bylo uděleno právo nosit nabedrennik. Stejného roku začal dálkově studovat na Moskevské duchovní akademii.
Dne 17. října 2002 byl jmenován prorektorem pro studium Rjazaňského duchovního učiliště.
Dne 27. dubna 2003 mu bylo uděleno právo nosit náprsní kříž.
Dne 9. prosince 2003 započal studium teologie na Rjazaňské státní univerzitě. Stal se zde přednášejícím systematické teologie.
Dne 15. března 2005 mu bylo uděleno právo přejít v jinou eparchii a 15. dubna přešel do kléru jaroslavské eparchie. Byl kelejníkem metropolity Simona (Novikova). Současně byl sekretářem arcibiskupa jaroslavského a rostovského Kirilla (Nakoněčného), pokladníkem a blagočinným Nikolo-babajevského monastýru.
Dne 22. února 2007 se stal asistentem prorektora pro výchovu Jaroslavského duchovního semináře a 18. března 2008 prorektorem.
Dne 19. dubna 2009 byl povýšen na igumena.
Dne 29. dubna 2009 byl ustanoven asistentem blagočinného Rostovského blahočiní a představeným chrámu Vzkříšení a Zvěstování v Jaroslavli. Dne 14. července 2009 se stal blagočinným Spaso-jakovlevského monastýru a 10. října 2009 představeným monastýru.
Od roku 2009 započal doktorské studium na Celocírkevním postgraduálním a doktorském studiu svatých Cyrila a Metoděje. Studoval též angličtinu na Oxfordské univerzitě.
Dne 1. července 2010 se stal prvním prorektorem Jaroslavského duchovního semináře.
Dne 10. listopadu 2010 byl jmenován blagočinným Gavrilov-Jamského blahočiní.
Dne 22. března 2011 byl rozhodnutím Svatého synodu ustanoven představenýmNovospasského monastýru v Moskvě.
Dne 30. května 2011 jej Svatý synod zvolil biskupem voskresenským a vikářem moskevské eparchie. Dne 28. června byl povýšen na archimandritu.
Dne 10. července 2011 byl oficiálně jmenován biskupem a následující den proběhla jeho biskupská chirotonie. Hlavním světitelem byl patriarcha moskevský a celé Rusi Kirill.
Od 31. prosince 2011 spravoval Jihovýchodní vikariát.
Dne 19. března 2014 byl jmenován prvním zástupcem správce pro záležitosti Moskevského patriarchátu.
Dne 14. července 2018 se stal biskupem tverským a kašinským, hlavou tverské metropole. Dne 18. července byl povýšen na metropolitu.
Dne 26. února 2019 byl jmenován správcem pro záležitosti Moskevského patriarchátu a členem Svatého synodu. Tuto funkci zastával do 29. října 2019.
Dne 25. srpna 2020 jej Svatý synod ustanovil metropolitou vologdským a kirillovským, hlavou vologdské metropole.
Dne 29. prosince 2020 byl potvrzen ve funkci představeného Spaso-priluckého monastýru a Kirillo-belozerského monastýru.